# Volturno
Volturno je řeka v jižní Itálii (Kampánie, Molise). Je 175 km dlouhá. Povodí má rozlohu 5700 km².

## Průběh toku
Pramení v Abruzzkých Apeninách. Na dolním toku protéká pobřežní nížinou. Ústí do zálivu Gaeta Tyrhénského moře 30 km severně od Neapole.

## Vodní režim
Řeka je napájena převážně podzemními vodami. Na podzim a v zimě dochází k povodním. Průměrný roční průtok vody činí 70 m³/s.

## Využití
Na horním toku je několik nevelkých vodních elektráren. Na řece je možná vodní doprava do města Capua. Využívá se také na zavlažování.